# 中川雅子
中川 雅子（なかがわ まさこ、1976年10月5日 - ）は日本の女性アイドル、歌手である。元TPD DASH!!（東京パフォーマンスドール）のメンバー。

## 経歴
1991年8月、TPD DASH!!（東京パフォーマンスドールのライブメンバー）としてデビュー。

1994年8月、横浜アリーナ公演を最後にTPD DASH!!を脱退。
1998年3月、原宿RUIDOにてETC☆Gというユニットで再デビュー。メンバーは中川の他に名取美穂（元TPD DASH!!）とYUURIの3人で、ユニット名の由来は「いろんなことをする女の子の集団（エトセトラガール）」
2003年4月26日、TPDの元メンバーによるライブ「TPDアンプラグド 歌-Summit」に参加し、久々にファンの前に姿を現した。
2012年、TPDで演出をしていた中村龍史主催で「30代以上の女性で構成される大人のパフォーマンス集団」をコンセプトとしたCHANCEに入団。
2012年月6月11日　六本木STB139スイートベイジルにてCHANCE Live Performance2012「初夏の陣」開催(入団後初登場) 
2012年6月21日～2015年12月27日　studio CHANCE(現「 赤坂チャンスシアター」)にて毎週末、スタジオライブを開催。 
2012年8月2日　研修生ライブ(スタジオライブ初登場) 
2012年9月12日　六本木STB139スイートベイジルにてCHANCE Live Performance2012「仲秋の陣」開催 
2013年1月9日　六本木STB139スイートベイジルにてCHANCE Live Performance2013 Vol.4開催 
2013年5月23日　研修生としてラストライブ 
2013年6月20日　CHANDOLメンバーとして、スタジオ初ライブ 
2013年8月7日　赤坂チャンスシアターにて、第一回まちゃこ保護者会Live　ゲスト：大藤史
2013年12月19日　赤坂チャンスシアターにて、第二回まちゃこ保護者会Live　ゲスト：大藤史
2014年1月18日　CHANDOLLとして、スタジオ初ライブ 
2014年3月21日　渋谷TAKEOFF7にて「CHANDOLLで復活!?　TPDダンスサミット2014」開催 
2014年4月24日　マウントレーニアホール]にて第一回CHANCEグループ株主壮快ライブ2014　
「CHANCE到来!!こいつぁ春から縁起がいいわい!!」開催 
2014年7月27日　赤坂チャンスシアターにて、第三回まちゃこ保護者会Live　ゲスト：徳永愛※「OTONA-REVOLUTION」初披露
2014年12月1日　マウントレーニアホールにてCHANCEグループ株主壮快ライブ2014最終回開催 
2014年12月19日　赤坂チャンスシアターにて、第四回まちゃこ保護者会Live 
2015年、元TPDの徳永愛、研修生だった鰺坂万智子がCHANDOLL脱退のため、CHANCE正規メンバーへ吸収。 
2015年4月29日　赤坂チャンスシアターにて「まちゃこTPDリクエストライブ」開催 
2015年6月27日　赤坂チャンスシアターにて、第五回まちゃこ保護者会Live※このライブにて、中村龍史より「ひとりTPD」と命名 
2015年12月24日～27日　赤坂チャンスシアターにて、CHANCE活動休止前ラストライブ「いつか、またCHANCE」開催 

2015年10月4日、TPD時代にリリースされなかった当時のソロ曲「あなたといっしょ」が20年越しにリリース 
2015年10月4日　赤坂チャンスシアターにて、シングル「あなたといっしょ」CD発売記念レコ発ライブ開催 
2016年5月1日　赤坂チャンスシアターにて「まちゃこひとりTPDライブ」開催　ゲスト：大藤史・櫃割香奈子 
2016年8月14日　赤坂チャンスシアターにて「まちゃこひとりTPDリクエストライブ」昼夜2公演開催 
2016年10月9日　蒲田GIGSにて、ミニアルバム「machacollection」CD発売記念レコ発ライブ&生誕祭開催 
2017年3月20日　蒲田GIGSにて、DVD「machacollection発売記念ライブ」DVD発売記念ライブ開催 
2017年5月21日　赤坂チャンスシアターにて、「まちゃこひとりTPDライブ」開催※同日昼、リクエストライブも開催 
2017年10月15日　蒲田GIGSにて、アルバム「machacommunicate」CD発売記念レコ発ライブ&生誕祭開催 
2017年11月23日　赤坂チャンスシアターにて、「まちゃこひとりTPDライブ」昼夜2公演開催 
2018年5月20日　赤坂チャンスシアターにて、「まちゃこひとりTPDライブ」開催※同日昼、リクエストライブも開催　ゲスト：川村知砂
2018年12月16日　駿河台下スタジオにて、「まちゃこひとりTPDライブ」開催　ゲスト：川村知砂
2019年11月28日　赤坂チャンスシアターにて、「まちゃこひとりTPDライブ」開催　ゲスト：川村知砂・大藤史・沖縄電子少女彩（前座)）
2020年10月4日　駿河台下スタジオにて、初のアコースティックギターによる弾き語りライブを開催 
2021年5月22日   岩下の新生姜ミュージアムにてライブを開催    ゲスト：岩下和了(アンコールのみ、岩下食品株式会社社長)
2021年10月2日   赤坂チャンスシアターにて弾き語りライブを開催
2023年8月26日 赤坂チャンスシアターにて、4年ぶりとなる「まちゃこひとりTPDライブ➕4」昼夜2公演開催 ゲスト:川村知砂•大藤史•新井雅•徳永愛(チケットは既に完売)
2023年10月9日六本木金魚にて、「まちゃこひとりTPDライブ➕4」昼夜追加公演が決定
2024年2月23日原宿RUIDOにて、「ひとりTPDライブ」昼夜追加公演決定
他に、森下純菜レギュラーライブ「GENKI?!」やイベントライブ等、定期的に出演。
2024年8月30日、トルコランプマスターを取得した。

## 出演

### インターネットラジオ
- 帰ってきたパフォーマンスドール TPD RETURNS -全48回配信のうち何度かゲスト出演している。メインゲストは2015年4月17日（第19回）配信の「中川雅子」特集。
- オールナイトニッポンｗ　ひたすら〇〇する水曜（2015年10月28日）- ゲスト

## ディスコグラフィー

### シングル
|     | 発売日        | タイトル         | 収録曲 | 備考                                                                               |
| --- | ------------- | ---------------- | --- | ---------------------------------------------------------------------------------- |
| 1st | 2015年10月4日 | あなたといっしょ | 1. あなたといっしょ 作詞：前田たかひろ／作曲・編曲：HAPPO 2. OTONA-REVORUTION 作詞：前田たかひろ／作曲・編曲：HAPPO 3. あなたといっしょ (Instrumental) 4. OTONA-REVOLUTION（Instrumental） | - 両A面シングル。 - TPD DASH時代のソロ曲を再レコーディングしてパッケージ化された。 |

### アルバム
|     | 発売日         | タイトル         | 収録曲 | 備考 |
| --- | -------------- | ---------------- | --- | --- |
| 1st | 2016年10月9日  | machacorrection  | 1. 天までとどけ 2. healing rain 3. フルーツポンチ 4. Fighter 5. negative dreamer 6. Love song                                   | - 全て新曲で構成されたアルバム。 - 1曲目から5曲目まで作詞は中川本人、作曲はHAPPOが手がけており、6曲目の作詞作曲は大藤史によるもの。 |
| 2nd | 2017年10月22日 | machacommunicate | 1. coloring 2. all to you 3. スペシャルドライブ 4. for myself 5. 仮面 6. comrades（仲間達） 7. miracle white 8. そっと オヤスミ | - 全曲の作詞を中川本人が手がけ、作曲はHAPPOが手がけている。                                                                         |

### DVD
|     | 発売日        | タイトル                                   | 収録曲 | 備考                                                                            |
| --- | ------------- | ------------------------------------------ | --- | ------------------------------------------------------------------------------- |
| 1st | 2017年3月20日 | 1st,Album『machacorrection』発売記念ライブ | 1. あなたといっしょ 2. 天までとどけ 3. healing rain 4. フルーツポンチ 5. Fighter 6. negative dreamer 7. Love Song 8. OTONA-REVOLUTION | - 2016年10月9日 蒲田GIGSで行われた「machacollection」発売記念ライブの模様を収録 |

## 提供作品
- 森下純菜
  - シングル「Shine Star」 (2017年2月12日発売) 作詞：中川雅子　作曲・編曲：ari
  - アルバム『MERRY-GO-ROUND』 (2018年5月1日発売)

　　　　　　　　　1.オンリーナンバーワンダーランド 作詞：中川雅子　作曲・編曲：ari
　　　　　　　　　2.Shine Star 作詞：中川雅子　作曲・編曲：ari
　　　　　　　　　8.MERRY-GO-ROUND 作詞：中川雅子　作曲・編曲：ari
　　・アルバム『Supreme』(2022年9月16日発売)
　　　　　　　　　2.純愛ロマンス 作詞：中川雅子　作曲・編曲：ari
　　　　　　　　　3.ス・テ・キミラクル 作詞：中川雅子 作曲・編曲：ari
　　　　　　　　　8.プルメリアダイアリー 作詞：中川雅子 作曲・編曲：ari